# Hormozgan
Hormozgan (persiska استان هرمزگان , Ostan-e Hormozgan) är en provins (ostan) i södra Iran. Den breder ut sig längs kusten, med Persiska viken i väster, Hormuzsundet i mitten och Omanviken i öster. Provinsen hade 1 776 415 invånare år 2016, på en yta av 70 697 km².
Administrativ huvudort och största stad är Bandar Abbas.

## Administrativ indelning
Provinsen Hormozgan är (2016) indelad i 13 delprovinser (shahrestan), som i sin tur är indelade på ytterligare administrativa nivåer.
- Abu Musa
- Bandar Abbas
- Bandar-e Lengeh
- Bashagard
- Bastak
- Hajiabad
- Jask
- Khamir
- Minab
- Parsian
- Qeshm
- Rudan
- Sirik